# Collegio elettorale di Castelnuovo di Garfagnana (Regno di Sardegna)
Il collegio elettorale di Castelnovo di Garfagnana è stato un collegio elettorale uninominale del Regno di Sardegna. È stato creato, assieme agli altri collegi elettorali dell'Emilia, con decreto del Governatore per le provincie dell'Emilia, Luigi Carlo Farini, il 20 gennaio 1860 
Era composto dai mandamenti e comuni di Castelnuovo, Camporgiano, Gallicano e Munucciano, come da tabella allegata al decreto citato.
Con la proclamazione del Regno d'Italia i territori sono confluiti nel Collegio elettorale di Castelnuovo di Garfagnana del Regno d'Italia.

## Dati elettorali
Nel collegio si svolse solo l'elezione per la VIII legislatura.

### VII legislatura
Le votazioni si svolsero in 387 collegi uninominali a doppio turno. Come previsto dalla legge elettorale del 20 novembre 1859, era eletto al primo turno il candidato che «riunisce in suo favore più del terzo dei voti del total numero dei membri componenti il collegio e più della metà dei suffragi dati dai votanti presenti all'adunanza» (art. 91). Se nessun candidato era eletto, al ballottaggio tra i due candidati con più voti era eletto chi otteneva il maggior numero di voti (art. 92) o, in caso di ugual numero di voti, il maggiore d'età (art. 93).
| Partito                            | Partito                            | Candidato                          | Risultati 25 marzo 1860 | Risultati 25 marzo 1860 |
| Partito                            | Partito                            | Candidato                          | Voti                    | %                       |
| ---------------------------------- | ---------------------------------- | ---------------------------------- | ----------------------- | ----------------------- |
|                                    | —                                  | Benedetto Maramotti                | 162                     | 98,78                   |
|                                    | —                                  | Antonio Bertagni                   | 2                       | 1,22                    |
|                                    |                                    |                                    |                         |                         |
| Iscritti                           | Iscritti                           | Iscritti                           | 576                     | 100,00                  |
| ↳ Votanti (% su iscritti)          | ↳ Votanti (% su iscritti)          | ↳ Votanti (% su iscritti)          | 167                     | 28,99                   |
| ↳ Voti validi (% su votanti)       | ↳ Voti validi (% su votanti)       | ↳ Voti validi (% su votanti)       | 164                     | 98,20                   |
| ↳ Schede non valide (% su votanti) | ↳ Schede non valide (% su votanti) | ↳ Schede non valide (% su votanti) | 3                       | 1,80                    |
| ↳ Astenuti (% su iscritti)         | ↳ Astenuti (% su iscritti)         | ↳ Astenuti (% su iscritti)         | 409                     | 71,01                   |

L'elezione fu annullata il 10 maggio 1860 per incompatibilità poiché Maramotti era Capo divisione al Ministero dell'interno. 
| Partito                            | Partito                            | Candidato                          | Primo turno 1 giugno 1860 | Primo turno 1 giugno 1860 | Ballottaggio 5 giugno 1860 | Ballottaggio 5 giugno 1860 |
| Partito                            | Partito                            | Candidato                          | Voti                      | %                         | Voti                       | %                          |
| ---------------------------------- | ---------------------------------- | ---------------------------------- | ------------------------- | ------------------------- | -------------------------- | -------------------------- |
|                                    | —                                  | Eugenio Pelosi                     | 154                       | 91,67                     | 199                        | 98,03                      |
|                                    | —                                  | Carlo Lucchi                       | 14                        | 8,33                      | 4                          | 1,97                       |
|                                    |                                    |                                    |                           |                           |                            |                            |
| Iscritti                           | Iscritti                           | Iscritti                           | 582                       | 100,00                    | 582                        | 100,00                     |
| ↳ Votanti (% su iscritti)          | ↳ Votanti (% su iscritti)          | ↳ Votanti (% su iscritti)          | 189                       | 32,47                     | 204                        | 35,05                      |
| ↳ Voti validi (% su votanti)       | ↳ Voti validi (% su votanti)       | ↳ Voti validi (% su votanti)       | 168                       | 88,89                     | 203                        | 99,51                      |
| ↳ Schede non valide (% su votanti) | ↳ Schede non valide (% su votanti) | ↳ Schede non valide (% su votanti) | 21                        | 11,11                     | 1                          | 0,49                       |
| ↳ Astenuti (% su iscritti)         | ↳ Astenuti (% su iscritti)         | ↳ Astenuti (% su iscritti)         | 393                       | 67,53                     | 378                        | 64,95                      |